# Полет 772 на UTA
Полет 772 на UTA е редовен международен пътнически полет от летище „Мая-Мая“, Бразавил, Народна република Конго, до летище „Шарл дьо Гол“, Париж, Франция, с планирано междинно кацане на международното летище „Нджамена“, Нджамена, Чад, управляван от UTA. На 19 септември 1989 г. самолетът „Макдонъл Дъглас DC-10-30“, който изпълнява полета, се разбива в пустинята Тенере близо до Билма, Нигер, което причинява смъртта на всички 156 пътници и 14 членове на екипажа на борда на машината. Към юли 2025 г. това е най-смъртоносният авиационен инцидент в Нигер.
Разследването установява, че бомба, поставена в предния товарен отсек, причинява експлозията. Първоначално Ислямски джихад поема отговорност, както и бунтовническата група „Тайната чадска съпротива“. Предполагаем терорист от конгоанската опозиция обаче прави признание, че друг дисидент внася бомба на борда на самолета. Повдигнати са обвинения срещу шестима либийци, които през 1999 г. френски съд признава за виновни, но Муамар Кадафи не позволява екстрадицията им. Мотивът за свалянето на самолета се приписва на Либия като отмъщение срещу Франция, която подкрепя Чад в конфликта с Либия. Резултатът е враждебност от страна на Муамар Кадафи, което води до либийска подкрепа както за взривяването на този самолет, така и за този над Локърби.
През 2008 г. съд във Вашингтон, САЩ, присъжда 6 милиарда щ. д. обезщетение на семействата и собствениците на самолета. През октомври 2008 г. Либия плаща 1,5 милиарда щ. д. във фонд за обезщетение на роднини на жертви в атентата над Локърби и този в дискотека „Ла Бел“ през 1986 г., както и за американските жертви при полет 772 на UTA, и либийските такива по време на американските бомбардировки над Триполи и Бенгази през 1986 г. В отговор президентът Джордж Уокър Буш прекратява всички дела за обезщетение и възстановява имунитета на либийското правителство срещу съдебни дела, свързани с тероризъм.
Близо да мястото на катастрофата е изграден паметник с формата и размерите на DC-10, разположен в огромен компас, където е и монтиран вертикалният стабилизатор на самолета, с изписани върху него имената на жертвите. След построяването си мемориалът се вижда на въздушни изображения в Гугъл карти, но към 2025 г. е почти напълно покрит от пясъка.